# Шатийон-ле-Сон
Шатийо́н-ле-Сон (фр. Châtillon-lès-Sons) — коммуна во Франции, находится в регионе Пикардия. Департамент коммуны — Эна. Входит в состав кантона Марль. Округ коммуны — Лан.
Код INSEE коммуны — 02169.

## Население
Население коммуны на 2010 год составляло 81 человек.
| 1962 | 1968 | 1975 | 1982 | 1990 | 1999 | 2010 |
| ---- | ---- | ---- | ---- | ---- | ---- | ---- |
| 160  | 175  | 102  | 101  | 82   | 88   | 81   |

## Экономика
В 2010 году среди 49 человек трудоспособного возраста (15—64 лет) 38 были экономически активными, 11 — неактивными (показатель активности — 77,6 %, в 1999 году было 66,0 %). Из 38 активных жителей работали 32 человека (19 мужчин и 13 женщин), безработных было 6 (4 мужчины и 2 женщины). Среди 11 неактивных 2 человека были учениками или студентами, 3 — пенсионерами, 6 были неактивными по другим причинам.